# Bernbach (Schwarzach)
Der Bernbach (fälschlicherweise auch Bembach) ist ein etwa 1,7 Kilometer langer, linker Zufluss der Schwarzach bei Reupelsdorf im unterfränkischen Landkreis Kitzingen.

## Name
Der Name des Bachs leitet sich von den geografischen Begebenheiten in der Umgebung ab. Dabei ging die ältere Literatur davon aus, dass der Name auf die Großsäugerfauna verweist und Bären beschreibt, die in der Nähe des Bachlaufs lebten. Neuere Forschungen belegen allerdings, dass sich das Präfix Bern-, das sich auch in Orts- (Mainbernheim) und Flurnamen (Bernbuch u. a.) findet, auf die hier siedelnden slawischen Mainwenden zurückführen lässt. Das wendische Wort bern oder brno beschreibt Lehm oder einen Sumpf und findet sich noch heute gleichbedeutend in modernen slawischen Sprachen. Damit handelt es sich beim Bernbach um einen Sumpf- oder Moosbach.

## Geographie

### Verlauf
Der Bernbach entspringt im Michelheidewald auf einer Höhe von etwa 222 m ü. NHN. Die Quelle liegt dabei in der Waldabteilung Heidetännig, das Teil der Gemarkung Laub der Stadt Prichsenstadt ist. Bereits nach wenigen Metern in südwestlicher Richtung erreicht der Bach allerdings das Gebiet von Wiesentheid-Reupelsdorf, das er bis zur Mündung durchqueren wird. Er verlässt für einige Meter den Michelheidewald, ehe er diesen mit der Waldabteilung Mittlere Heide neuerlich durchquert.
Der Bach fließt nach etwa einem Kilometer seines Laufs in Richtung Nordwesten und strebt auf die Bundesstraße 22 zu, die er schließlich unterquert. Nördlich der Straße wird er von einem unbenannten Zufluss gespeist, der parallel zur Bundesstraße verläuft. Nun wendet sich der Bernbach in einer Linkskurve nach Südwesten und wird auf seinen letzten Metern parallel zur Gemeindegrenze Wiesentheid-Schwarzach am Main geführt. Er mündet schließlich auf einer Höhe von ungefähr 203 m ü. NHN in die Schwarzach.
Sein etwa 1,7 km langer Lauf endet ungefähr 19 Höhenmeter unterhalb seiner Quelle, er hat somit ein mittleres Sohlgefälle von etwa 11 ‰.

### Einzugsgebiet
Das Einzugsgebiet des Bernbachs liegt im Steigerwaldvorland von Neuses als Teil des Steigerwaldvorlandes und wird durch ihn über die Schwarzach, den Main und den Rhein zur Nordsee entwässert. Der Bach fließt zu großen Teilen durch bewaldetes Gebiet.
Es grenzt
- im Norden an das Einzugsgebiet der Schwarzachs;
- im Osten und Süden an das Einzugsgebiet des Sambachs und seiner unbenannten Zuflüsse und
- im Nordwesten und Westen an das Einzugsgebiet des Castellbachs.